# Darren Lynn Bousman
Darren Lynn Bousman (ur. 11 stycznia 1979 w Overland Park, Kansas) – amerykański reżyser. Jest reżyserem trzech z siedmiu części filmu Piła – słynnego filmu z gatunków horror/thriller oraz podgatunku gore.
Reżyseria filmu Repo! The Genetic Opera przyniosła mu w roku 2008 nagrodę Fantasia Ground-Breaker Award.

## Filmografia

### Reżyser
- 2000: Butterfly Dreams (krótkometrażowy)
- 2001: Identity Lost
- 2005: Piła II (Saw II)
- 2006: Piła III (Saw III)
- 2006: Repo! The Genetic Opera (krótkometrażowy)
- 2007: Piła IV (Saw IV)
- 2008: Repo! The Genetic Opera
- 2010: Powrót zła (Mother's Day)
- 2011: 11:11:11. Liczba przeznaczenia (11-11-11)
- 2012: The Devil’s Carnival
- 2012: The Barrens
- 2015: The Night Billy Raised Hell  (krótkometrażowy)
- 2016: Alleluia! The Devil’s Carnival
- 2016: Dom umęczonych dusz (Abattoir)
- 2018: Zakon Świętej Agaty (St. Agatha)
- 2020: Moja śmierć (Death of Me)
- 2021: Spirala: Nowy rozdział serii Piła (Spiral: From the Book of Saw)
- 2023: The Cello

### Scenarzysta
- 2000: Butterfly Dreams (krótkometrażowy)
- 2001: Identity Lost
- 2005: Piła II (Saw II)
- 2011: 11:11:11. Liczba przeznaczenia (11-11-11)
- 2012: The Barrens